# 1983 en Belgique
Chronologie de la Belgique
- 1979
- 1980
- 1981
- 1982
- 1983
- 1984
- 1985
- 1986
- 1987

Cette page recense des événements qui se sont produits durant l'année 1983 en Belgique.

## Chronologie

### Janvier
- 1er janvier : les communes flamandes de Berchem, Borgerhout, Deurne, Hoboken, Ekeren, Merksem et Wilrijk deviennent des districts de la ville d'Anvers. Le nombre total de villes et communes belges passe à 589.

### Mai
- 8 mai : le 8 mai, jour de commémoration de l'Armistice de 1945, n'est plus considéré comme un jour férié en Belgique à partir 1983[1], à la suite d'une décision inscrite dans l'arrêté royal du 18 avril 1974 déterminant les modalités générales d’exécution de la loi du 4 janvier 1974 relative aux jours fériés[2].
- 16 mai : le RSC Anderlecht remporte la Coupe UEFA face au Benfica Lisbonne.

### Juin
- 1er juin : décès du prince Charles de Belgique, régent du Royaume de 1944 à 1950.
- 23 juin : naissance du premier bébé-éprouvette belge à Louvain.
- 28 juin : loi instaurant la mise en place d'une Cour d'arbitrage.
- 29 juin : loi concernant l'obligation scolaire. Tout enfant résidant en Belgique est soumis à l'obligation scolaire pendant une période de douze ans (de six à dix-huit ans).

### Septembre
- 9-23 septembre : grève des chemins de fer en Wallonie. Elle s’étend à tout le réseau et gagne l’ensemble des services publics. Un compromis garantit les revenus des fonctionnaires jusqu’en 1985[3].
- 25 septembre : décès du roi Léopold III.

### Octobre
- 23 octobre : manifestation à Bruxelles contre l'installation de missiles de croisière de l'OTAN sur le territoire belge. On dénombre plus de 120 000 manifestants, 400 000 selon les organisateurs.

### Novembre
- 8 novembre : un tremblement de terre, d'une magnitude de 5 sur l'échelle de Richter, secoue la région liégeoise (Saint-Nicolas, Glain, Montegnée), causant de nombreux dégâts matériels.

## Culture

### Architecture

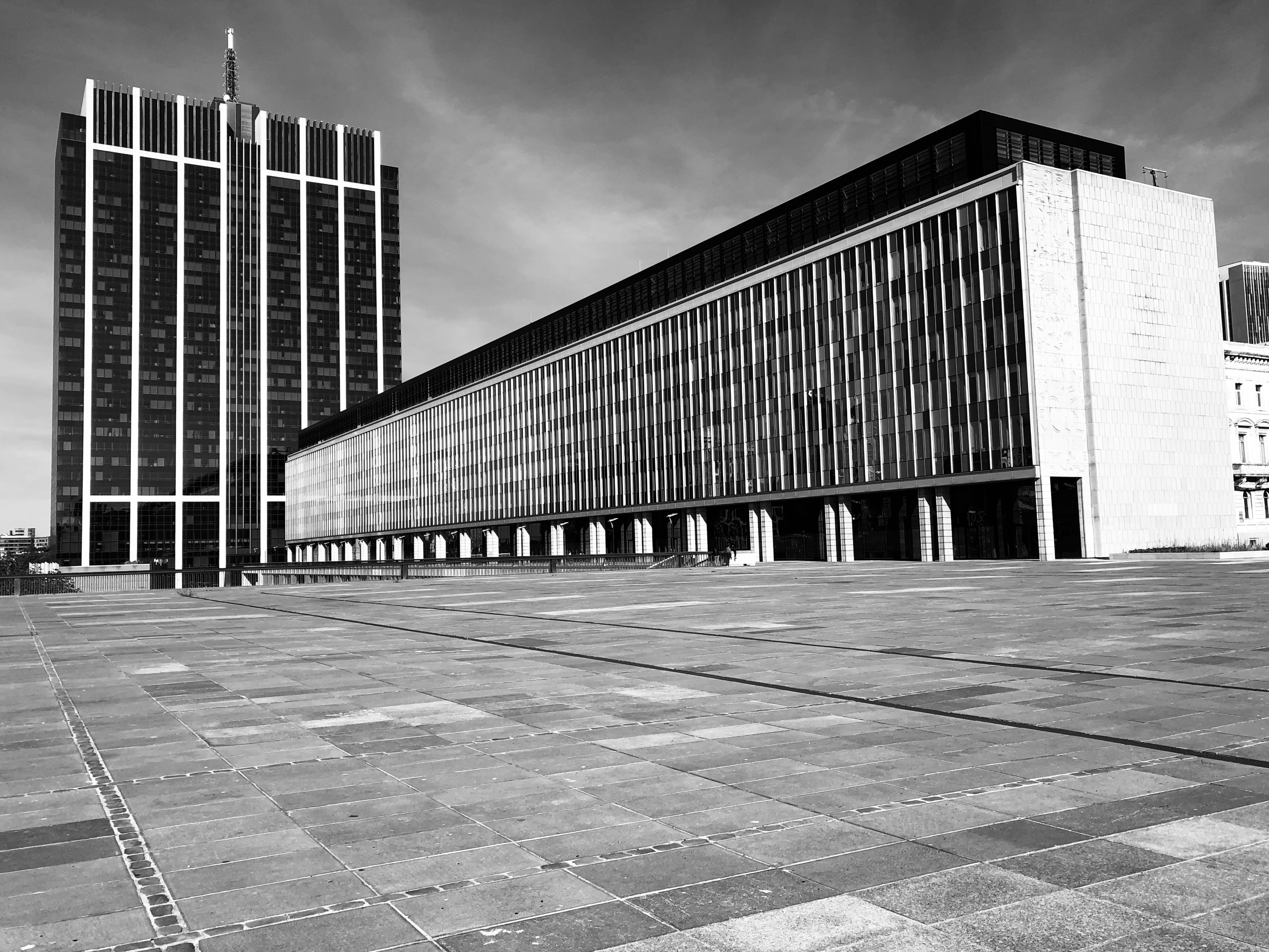
La cité administrative de l’État de Bruxelles fut achevée en 1983 par l'inauguration de la tour des Finances.

- Inauguration de la tour des Finances à Bruxelles, qui achève officiellement la construction de la cité administrative de l’État.

### Littérature
- Prix Rossel : Guy Vaes, L'envers.

#### Littérature en néerlandais
- Le Chagrin des Belges (Het verdriet van België), roman d'Hugo Claus.

### Musique
- Concours musical international Reine Élisabeth de Belgique 1983 (piano)

## Sciences
- Prix Francqui : Alexis Jacquemin (économie, UCL).

## Naissances
- 14 janvier : Maxime Monfort, coureur cycliste
- 1er février : Jurgen Van den Broeck, coureur cycliste
- 30 avril : Olivier Kaisen, coureur cycliste
- 11 mai : Frédéric Xhonneux, athlète
- 16 mai : Kevin Vandenbergh, joueur de football
- 6 juin : Tom Criel, coureur cycliste
- 8 juin : Kim Clijsters, joueuse de tennis
- 13 juillet : Kristof Beyens, athlète
- 23 septembre : Peter Mollez, joueur de football
- 5 octobre : Xavier Chen, joueur de football
- 21 novembre : Serge Pauwels, coureur cycliste
- 9 décembre: Jean-Jacques De Gucht, homme politique.

## Décès
- 22 février : Romain Maes, coureur cycliste
- 3 mars : Hergé, auteur de bande dessinée (Les Aventures de Tintin)
- 5 mai : Étienne Lamotte, indianiste, professeur à l'UCL
- 19 mai: Jean Rey, homme politique
- 22 mai : Albert Claude, biochimiste, lauréat du Prix Nobel de physiologie ou médecine.
- 12 juillet : Zénon Bacq, médecin et inventeur
- 3 août : Louis Namèche, homme politique
- 28 octobre : Pol Swings, astrophysicien
- 28 novembre : Marcel Houyoux, coureur cycliste
- 21 décembre : Paul de Man, théoricien de la littérature.

## Statistiques
- Population totale au 1er janvier 1983 : 9 858 017 habitants[4].